# Au premier dimanche d'août
Pour plus de détails, voir Fiche technique et Distribution.
Au premier dimanche d'août est un court métrage d'animation français réalisé par Florence Miailhe en 2000.
Il a remporté le César du meilleur court métrage en 2002.

## Synopsis
Un petit village dans le sud de la France un soir d'été; les danseurs de tous âges se révèlent lors du bal qui se prolonge tard dans la nuit.

## Fiche technique
- Réalisation : Florence Miailhe
- Production : Les Films de l'Arlequin
- Montage : Natalie Perrey
- Musique : Denis Colin
- Durée : 11 minutes

## Distinctions
- César du meilleur court métrage en 2002
- Meilleur film d’animation au festival international du court métrage de Clermont-Ferrand 2001[1]
- Prix Asifa de la meilleure animation européenne au Festival de cinéma indépendant de Barcelone en 2001